# Campeonato Sul-Americano de Atletismo de 1957 (não oficial)
O Campeonato Sul-Americano de Atletismo não oficial de 1957 foi realizado no período de 19 a 21 de abril de 1957 no Estádio Nacional, em Santiago, no Chile. Contou com 22 provas, todas masculina. 

## Medalhistas
Esses foram os resultados do campeonato. 

### Masculino
| Evento                      | Ouro                          | Ouro    | Prata                          | Prata   | Bronze                                                             | Bronze  |
| --------------------------- | ----------------------------- | ------- | ------------------------------ | ------- | ------------------------------------------------------------------ | ------- |
| 100 metros                  | Jorge Machado de Barros (BRA) | 10.6    | João Pires Sobrinho (BRA)      | 10.7    | Gerardo Bönnhoff (ARG)                                             | 11.0    |
| 200 metros                  | João Pires Sobrinho (BRA)     | 21.6    | Jorge Machado de Barros (BRA)  | 21.7    | Teodoro Blascke (CHI)                                              | 22.2    |
| 400 metros                  | Ulisses dos Santos (BRA)      | 47.4    | Anubes Ferraz da Silva (BRA)   | 48.2    | Hugo Krauss (CHI)                                                  | 49.1    |
| 800 metros                  | Ramón Sandoval (CHI)          | 1:50.4  | Argemiro Roque (BRA)           | 1:51.9  | Waldo Sandoval (CHI)                                               | 1:53.7  |
| 1 500 metros                | Ramón Sandoval (CHI)          | 3:48.4  | Eduardo Fontecilla (CHI)       | 3:52.5  | Gilberto Miori (ARG)                                               | 3:53.4  |
| 5 000 metros                | Jorge González (CHI)          | 14:50.4 | Jaime Correa (CHI)             | 14:53.4 | Armando Pino (ARG)                                                 | 15:01.4 |
| 10 000 metros               | Walter Lemos (ARG)            | 30:44.4 | Armando Pino (ARG)             | 30:50.2 | José Calixto (BRA)                                                 | 31:41.8 |
| Meia maratona               | Walter Lemos (ARG)            | 1:05:14 | Alfredo de Oliveira Jr (BRA)   | 1:06:05 | Juan Silva (CHI)                                                   | 1:08:02 |
| 3 000 metros com obstáculos | Antonio Núñez (ARG)           | 9:27.8  | Santiago Novas (CHI)           | 9:30.2  | José Santos Primo (BRA)                                            | 9:37.4  |
| 110 metros com barreiras    | Francisco Bergonzoni (BRA)    | 14.8    | Héctor Rodriguez (CHI)         | 15.3    | Wilson Gomes Carneiro (BRA)                                        | 15.3    |
| 400 metros com barreiras    | Ulisses dos Santos (BRA)      | 53.0    | Anubez Ferraz da Silva (BRA)   | 54.0    | Pablo Eitel (CHI)                                                  | 55.6    |
| 4×100 metros estafetas      | Brasil                        | 41.4    | Argentina                      | 41.6    | Chile                                                              | 42.0    |
| 4×400 metros estafetas      | Brasil                        | 3:15.0  | Chile                          | 3:18.9  | Argentina                                                          | 3:21.4  |
| Salto em altura             | Ernesto Lagos (CHI)           | 1.93    | Horácio Martinez del Sel (ARG) | 1.90    | José Telles da Conceição (BRA) Juan Ruiz (CHI) Oscar Bartoli (ARG) | 1.85    |
| Salto à vara                | Fausto de Souza (BRA)         | 4.10    | José Infante (CHI)             | 4.00    | Ricardo Bonino (CHI)                                               | 3.80    |
| Salto em comprimento        | Eduardo Krumm (CHI)           | 6.96    | Pedro Marcel (ARG)             | 6.90    | Wladimiro Leyton (CHI)                                             | 6.86    |
| Salto triplo                | Adhemar da Silva (BRA)        | 15.59   | Ariel Standen (CHI)            | 14.60   | Jorge Castillo (ARG)                                               | 14.36   |
| Arremesso de peso           | Enrique Helf (ARG)            | 14.56   | Isolino Taborda (BRA)          | 14.47   | Günther Kruse (ARG)                                                | 14.38   |
| Lançamento de disco         | Günther Kruse (ARG)           | 48.25   | Hernán Haddad (CHI)            | 47.41   | Dieter Gevert (CHI)                                                | 44.07   |
| Lançamento do martelo       | Bruno Strohmeyer (BRA)        | 54.45   | Arturo Melcher (CHI)           | 51.44   | Alejandro Díaz (CHI)                                               | 50.37   |
| Lançamento de dardo         | Ricardo Héber (ARG)           | 66.54   | Nelson Matteucci (ARG)         | 64.57   | Juris Laipenieks (CHI)                                             | 61.10   |
| Decatlo                     | Hernán Figueroa (CHI)         | 5492    | Oscar Bartoli (ARG)            | 5321    | Leonardo Kittsteiner (CHI)                                         | 5310    |

## Quadro de medalhas (não oficial)
| Ordem | País      | Medalha de ouro | Medalha de prata | Medalha de bronze | Total |
| ----- | --------- | --------------- | ---------------- | ----------------- | ----- |
| 1     | Brasil    | 10              | 6                | 3                 | 19    |
| 2     | Chile     | 6               | 16               | 7                 | 19    |
| 3     | Argentina | 6               | 4                | 6                 | 16    |
|       | TOTAL     | 22              | 16               | 16                | 54    |